# Eephus pitch
Der Eephus pitch ist eine Wurftechnik eines Pitchers im Baseball. Es ist ein absichtlich hoch und langsam geworfener Ball, der den gegnerischen Schlagmann so verwirren soll, dass er den Ball entweder völlig falsch oder gar nicht trifft.

## Geschichte
In den 1940er-Jahren war Pitcher Rip Sewell von den Pittsburgh Pirates als Werfer mit einem guten Fastball bekannt, der als Changeup eine absichtlich langsame Bogenlampe warf. Er konnte ihn so überraschend werfen, dass dieser „Lupfer“ von vielen Schlagmännern nicht getroffen wurde – zur Belustigung der anwesenden Fans und zur Demütigung der gefoppten Schlagmänner. Sewell nannte seinen Gag-Pitch den „Eephus“, was im Baseballslang „Unsinn“ oder „Nichts“ bedeutet. Spätere Eephus-Benutzer waren u. a. Phil Niekro, Satchel Paige oder Bill "Spaceman" Lee, der den Pitch sogar im 7. Spiel der World Series 1975 einsetzte: Ergebnis war aber ein Home Run von Tony Pérez, der damit den Sieg seiner Cincinnati Reds gegen die Boston Red Sox einleitete.